# Art mac Muircheartaigh MacMurrough-Kavanagh
Art mac Muircheartaigh MacMurrough-Kavanagh (mort en  1361) (en irlandais Art mac Muircheartaigh Mac Murchadha  Caomhánach ) est le 5e roi de Leinster de 1347 à sa mort.

## Origine
Art mac Muircheartaigh est l’aîné des fils Muirchertach mac Muiris (mort vers 1354) lui-même fils de Muirchertach mac Domnaill MacMurrough-Kavanagh.

## Contexte
Après le meurtre  Domhnall mac Domnaill Mac-Murrough-Kavanagh, petit-fils d'Art mac Domanaill (exécuté en 1282), par Muirchertach Mac Muiris, les fils de la victime Domhnall Riabhach  (mort en 1361) et Diarmaid Láimhdhearg se mettent au service du gouvernement de Dublin. Après l'exécution du meurtrier de leur père en 1354 ils y demeurent jusqu'à ce que le fils de ce dernier Art obtienne en 1357 une réconciliation entre les deux lignées rivales des MacMurrough-Kavanagh.

## Règne
On ne connait rien de la vie antérieure d'Art Muirchertach  à part le fait qu'il a épousé une de ses cousines, fille de Philippe O' Byrne. En 1354, Art et John, O' Byrne défont le Lord justicier Thomas de Rokeby après l'avoir assiégé dans le château de Wicklow. Son père Muirchetach qui avait été capturé y est transféré par mer et exécuté par représailles . L'année suivante, Art se soumet et entre 1355 et 1357 il se réconcilie avec les fils de Domhnall mac Domnaill et les Anglais avec qui il combat les rebelles irlandais du Leinster entre février et avril 1357. Il est reconnu comme chef des MacMurrough-Kavanagh par le roi Édouard III d'Angleterre qui lui accorde des donations. En mai 1358, avec la famille O'More il défie le gouvernement de Dublin en menaçant les colons installés le long du Barrow et dans les régions montagneuses du Leinster . Il négocie en 1358 avec des fonctionnaires anglais à Athy, mais continue à exercer sa pression sur les colons. En 1359 alors qu'il mène une offensive dans le Laois James Butler 2e comte d'Ormond perçoit la duplicité des Irlandais, il contre-attaque et défait Art en août 1359. Les MacMurrough-Kavanagh demeurent toutefois menaçants jusqu'à l'arrivée en septembre 1361 du prince Lionel d'Anvers, duc de Clarence et comte d'Ulster .  Malgré quelques revers initiaux, ce dernier réussit à capturer traîtreusement Art qui est enfermé au château de Trim où il meurt ou est exécuté avant juillet 1362. Les Annales des quatre maîtres relèvent que  Art Mac Murchadha, roi de Laighen, et Domhnall Riabhach, héritier présomptif de Laighen , sont faits prisonniers par le fils du roi d'Angleterre. Les Annales de Loch Cé précisent en ce qui concerne le second que sa capture intervient  per dolum, dans sa propre maison; et qu'il meurt avec lui .

## Postérité
De son union Art mac Muircheartaigh laisse deux fils :
- Art Mor mac Art MacMurrough Kavanagh
- Tomás Carragh mort en 1402.

## Sources
- (en) Dictionary of Irish History : Emmett O'Byrne MacMurrough (Mac Murchadha), Art
- (en) T.W Moody, F.X. Martin et F.J. Byrne, A New History of Ireland IX Maps, Genealogies, Lists. A companion to Irish History part II, Oxford, Oxford University Press, 2011, 690 p. (ISBN 978-0-19-959306-4).
- (en) Art Cosgrove (dir.), New History of Irland,Volume II ‘’Medieval Ireland 1169-1534’’, Oxford, Oxford University Press, 2008 (ISBN 978019 9539703)